# Wasilij Kriuczonkin
Wasilij Dmitrijewicz Kriuczonkin (ros. Василий Дмитриевич Крючёнкин, ur. 1 stycznia?/13 stycznia 1894 w Karpowce, zm. 10 czerwca 1976 w Kijowie) – radziecki generał porucznik.

## Życiorys
Urodził się we wsi Karpowka w obwodzie orenburskim, w rodzinie chłopskiej, miał siedmioro rodzeństwa.
W 1915 roku powołany do armii rosyjskiej. Walczył na Froncie Zachodnim, był podoficerem.
Po wybuchu Rewolucji Październikowej wstąpił w 1917 roku do Czerwonej Gwardii, a w 1918 roku do Armii Czerwonej. Brał udział w walkach, był kolejno dowódcą plutonu kawalerii, szwadronu, pomocnikiem dowódcy pułku i dowódcą pułku kawalerii.
Po zakończeniu wojny domowej ukończył szkołę dowódców oddziałów w Kijowie w 1921 roku. Następnie został skierowany do 11 Dywizji Kawalerii, gdzie był zastępcą dowódcy 64 Pułku Kawalerii, wziął udział w walkach z basmaczami na pograniczy z Afganistanem.
Po zakończeniu walk skierowany w 1926 roku na kurs doskonalący dowódców i w 1935 roku wyższy kurs dowódców kawalerii. W tym czasie pełnił kolejno funkcje: komendanta szkoły pułkowej, szefa sztabu pułku, pomocnika dowódcy pułku i dowódcy pułku kawalerii.
W czerwcu 1938 roku został dowódcą 14 Dywizji Kawalerii w Kijowskim Specjalnym Okręgu Wojskowym. Po ataku Niemiec na ZSRR dywizja ta walczyła w rejonie Krzemieńca, Berdyczowa, gdzie znalazła się w okrążeniu. Po sześciu dniach walk formacja zdołała wyjść z okrążenia.
W listopadzie 1941 roku został dowódcą 5 Korpusu Kawalerii, który w grudniu 1941 został przemianowany na 3 Gwardyjski Korpus Kawalerii i dowodził nim w czasie walk w rejonie miasta Jelec, operacji barwienkowsko-łozowskiej, bitwy o Charków i operacji woronesko-wołoszyłowgradzkiej.
W lipcu 1942 roku został dowódcą 28 Armii, którą dowodził do czasu jej przekształcenia w 4 Armię Pancerną w sierpniu 1942 roku. Następnie był słuchaczem wyższego kursu w Akademii Wojskowej im. Woroszyłowa. Po jej zakończeniu został w marcu 1943 roku 69 Armii, którą dowodził w czasie bitwy na łuku kurskim. W kwietniu 1944 roku został dowódcą 10 Armii, a następnie 33 Armii. Dowodząc tą armią brał udział w forsowaniu Dniepru.
W okresie od lipca do października 1944 roku przebywał w szpitalu z powodu choroby, a po wyleczeniu w grudniu 1944 roku został członkiem Rady Wojennej 1 Frontu Białoruskiego. W styczniu 1945 roku został zastępcą dowódcy 61 Armii, a następnie zastępcą dowódcy 1 Frontu Białoruskiego.
Po zakończeniu wojny został zastępcą dowódcy Dońskiego Okręgu Wojskowego.
W 1946 roku został przeniesiony do rezerwy. Mieszkał w Kijowe, gdzie zmarł.

## Awanse
- komdiw[1] (04.11.1939)
- generał porucznik (28.06.1943)

## Ordery i odznaczenia
- Order Lenina (czterokrotnie)
- Order Rewolucji Październikowej
- Order Czerwonego Sztandaru (czterokrotnie)
- Order Kutuzowa I klasy